# Die Stärkere

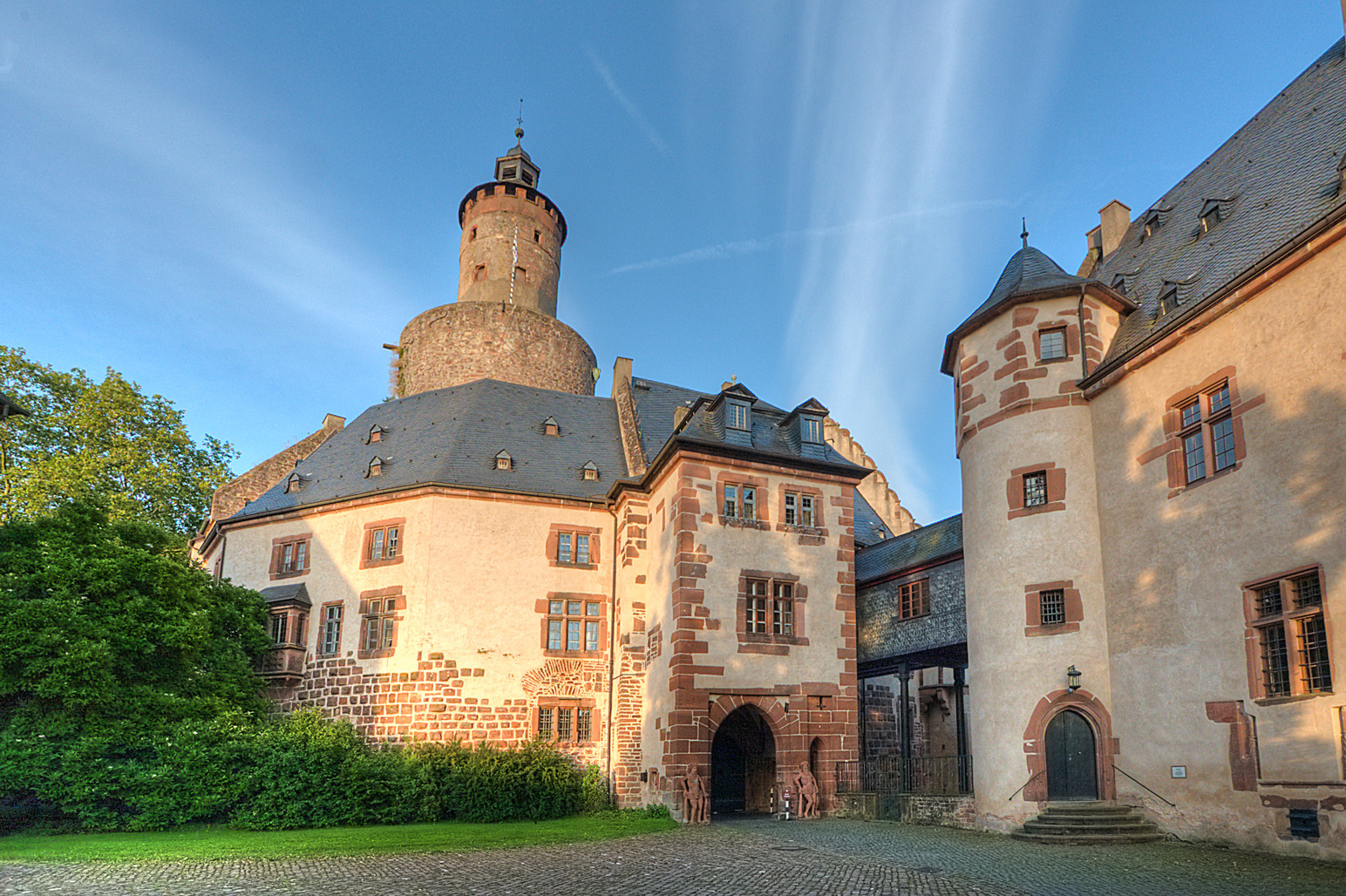
Ein Teil der Dreharbeiten für diesen Film erfolgte im Schloss Büdingen.

Die Stärkere ist ein 1953 uraufgeführter deutscher Spielfilm (Ehedrama), den Wolfgang Liebeneiner für die West-Berliner Capitol-Film inszeniert hat. Der Film entstand nach dem gleichnamigen Roman von Christa Linden.

## Handlung
Nach einem triumphalen Konzerterfolg jagt die Opernsängerin Elisabeth Ferber mit dem Auto nach Hause, um mit ihrem Mann Jochen den dritten Hochzeitstag zu feiern. Sie verunglückt, bleibt gelähmt und beschließt, nicht wieder aufzutreten. Jochen liebt sie innig, ist als gefragter Architekt aber auch häufig abwesend. Elisabeth bereut es, ihm keine Kinder geschenkt zu haben, als sie noch konnte, und zweifelt, ob sie das Recht hat, ihn künftig noch an sich zu binden. Jochens aktuelles Projekt ist ein fürstliches Schloss, das in ein Hotel umgewandelt werden soll. Jochen arbeitet mit einem Innenarchitekten zusammen, der verhindert ist und als Vertretung die resolute junge Studentin Sybille Erler schickt. Da Sybille in fachlichen Dingen ebenso zielbewusst und unnachgiebig ist wie Jochen, gestalten ihre ersten Begegnungen sich spannungsreich; dann gibt Jochen nach und übernimmt Sybilles Vorschläge. Am Abend des Richtfestes kommen sie sich näher. Unangemeldet erscheint Sybilles Freund Alfred, sieht, was los ist, und klärt sie darüber auf, dass Jochen verheiratet ist. Sybille bricht aber nicht mit Jochen, sondern mit Alfred. Jochen bereut die Intimität mit Sybille und erzählt ihr von seiner Frau. Sybille begreift, dass Jochen seine Frau nie verlassen wird, und will abreisen. Jochen wird erneut schwach und hält sie auf.
Elisabeth, die von alldem nichts Genaues weiß, plant derweil, die Scheidung einzureichen, um Jochen freizugeben. Der Fürst, dem das Schloss gehört, verschafft ihr die Gelegenheit, in einem Rundfunkkonzert aufzutreten. Während der Probe ist sie zu nervös zum Singen und sagt das Konzert ab. Als Jochen von ihrem Nervenzusammenbruch erfährt, eilt er zu ihr und erklärt, dass er ab sofort nur noch vor Ort arbeiten wird. Elisabeth konfrontiert ihn mit ihrer Scheidungsabsicht. Jochen reist ab.
Elisabeth, die sich von der Rivalin ein Bild machen will, bittet Sybille zu sich und erfährt von ihr, dass Jochen nur sie, Elisabeth, liebt. Derweil besucht Jochen ein Waisenhaus und adoptiert zwei Kinder. Das Ehepaar versöhnt sich. Elisabeth singt wie ursprünglich geplant im Rundfunkkonzert. Sybille findet Trost bei einem interessanten Arbeitsauftrag in Kairo.

## Produktion und Uraufführung
Die Stärkere war die erste Produktion der neuen, von Richard Riedel geleiteten Capitol-Film, die ihr Kapital von der alten UFA, also aus Bundesmitteln hatte. Antje Weisgerber, die bereits eine profilierte Bühnenschauspielerin war, fand hier in ihrem vierten Film erstmals Gelegenheit zu einer großen Charakterrolle. Gertrud Kückelmann war zwar sieben Jahre jünger als Weisgerber, Die Stärkere war für sie aber bereits der 13. Film. Zwischen beiden Schauspielerinnen gab es später auch im realen Leben eine Querverbindung: den Kollegen Oskar Werner nämlich, der in der zweiten Hälfte der 1950er Jahre mit Kückelmann eine längere Beziehung hatte und in den 1970er Jahren mit Weisgerber. Hans Söhnker war deutlich älter als seine beiden Filmpartnerinnen, nämlich 18 bzw. 25 Jahre. Der Einsatz älterer Darsteller in den Rollen männlicher Liebhaber war in den 1950er Jahren weithin üblich (Rudolf Prack, * 1905; Dieter Borsche, Hans Söhnker, * 1909; O. W. Fischer, Curd Jürgens, * 1915). Regisseur Liebeneiner hatte mit Söhnker schon in seiner Komödie Der Mustergatte zusammengearbeitet und setzte ihn später zwei weitere Male ein (Immer wenn der Tag beginnt, Jacqueline).
Die Dreharbeiten für den Film fanden vom 14. April bis Juni 1953 im Filmstudio Tempelhof sowie in Stadt und Schloss Büdingen, Oberhessen statt. Emil Hasler schuf die Bauten, Dietrich von Theobald war Produktionsleiter.
Die Uraufführung erfolgte am 11. August 1953 im Europa-Palast in Düsseldorf.
In Erich Engels Ehedrama Vor Gott und den Menschen (1955) waren Antje Weisgerber und Hans Söhnker später noch einmal gemeinsam zu sehen.

## Kritik
„Moralingesäuserte […] Verzichtsdramolette“ (TV Today)